# دره‌گچی آب دیفه
دره‌گچی آب دیفه، روستایی از توابع بخش آبژدان شهرستان اندیکا در استان خوزستان ایران است.
روستای فوق از روستاهای دهستان دره گچی بوده که قبل از سال ۱۳۷۵ ، از توابع بخش مرغا شهرستان ایذه بود و پس از آن بر اساس مصوبه تقسیمات کشوری به بخش آبژدان ملحق شد. مرحوم ملا شنبه هاشمی قندعلی اولین رییس شورای این روستا پس از انقلاب اسلامی بود.

## جمعیت
این روستا در دهستان کوشک قرار دارد و براساس سرشماری مرکز آمار ایران در سال ۱۳۸۵، جمعیت آن زیر سه خانوار بوده‌است.